# في العنصرية الثقافية: نظريات ومؤامرات وآداب
في العنصرية الثقافية: نظريات ومؤامرات وآداب للباحث السوري عبد الكريم بدرخان عن المركز العربي للأبحاث ودراسة السياسات في الدوحة عام 2024.

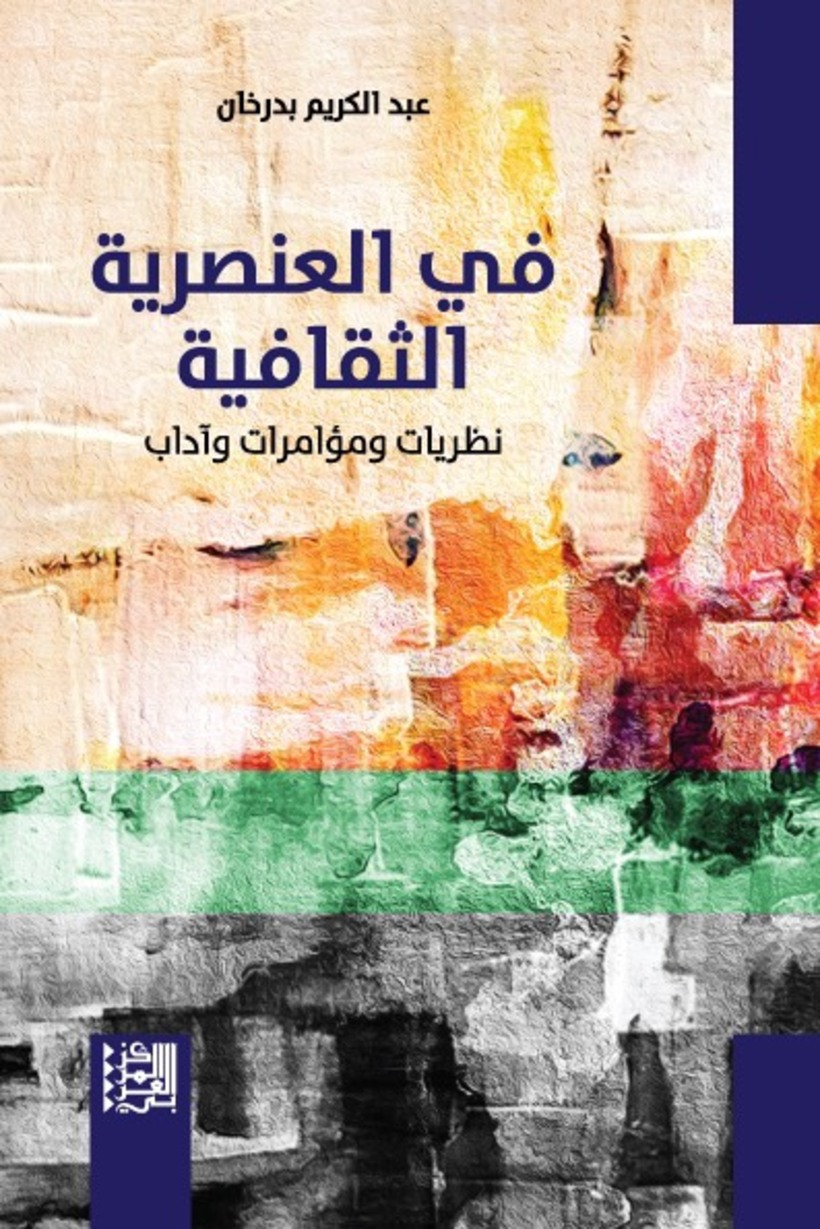
غلاف كتاب "في العنصرية الثقافية: نظريات ومؤامرات وآداب" للباحث عبد الكريم بدرخان

الكتاب يعالج مسألة تحول العنصرية في العقود الاخيرة من العنصرية البيولوجية القائمة على افتراض وجود أعراق بشرية لها صفات ثابتة ومتوارثة، مختلفة جوهريّا بعضها عن بعض، ما يُحتّم بالضرورة اختلاف أحوال الشعوب والجماعات من النواحي السياسية والاقتصادية والاجتماعية... إلخ؛ إلى العنصرية الثقافية التي تقوم على افتراض أنّ للثقافات البشرية صفات ثابتة ومتوارثة، مختلفة جوهريّا بعضها عن بعض، ما يُحتّم بالضرورة اختلاف أحوال الشعوب والجماعات من النواحي السياسية والاقتصادية والاجتماعية كذلك.
يعرف الباحث العنصرية الثقافية بأنها تقوم على ركيزتين: الأولى، تحديد صفات جوهرانية ثابتة لثقافة شعب أو جماعة معينة، والثانية، تعميم هذه الصفات على جميع المنتسبين بالولادة إلى تلك الثقافة.
يقول بدرخان: "مع مرور السنوات صرتُ ألاحظ شيوع هذه الظاهرة أكثرَ فأكثر، وهي اختزال ثقافات شديدة الغنى والتنوُع؛ ببضع صفات جوهرانية يُفترض أنها ثابتة فيها، ثم تعميم هذه الصفات على البشر المنتسبين بالولادة إلى تلك الثقافات."

### أقسام الكتاب:
يبدأ الفصل الأول بتقديم تعريفات نظرية، ومنها تعريف الثقافة وكيفية مقاربتها في العلوم الاجتماعية التي تتراوح ما بين ثنائية المقاربة الجوهرانية والمقاربة الديناميّة للثقافة. ثم تعريف الجوهرانية وإرجاع أصولها إلى المنطق الأرسطي، ثم التوقف عند المقاربة الثقافوية الشائعة في العلوم الاجتماعية، والتفصيل في قصور هذه المقاربة.بعد ذلك تعريف مصطلحات دائرة الكراهية مثل: الأحكام التنميطية، الأحكام المسبقة، الأخْرَنَة، المركزية الإثنية.
أما الفصل الثاني، فيتضمن عرضًا تاريخيًا لظاهرة العنصرية، بدءًا من "عنصريات ما قبل العرق" ومنها: التعصُّب القبلي، التمييز الطبقي، العنصرية الجغرافية، والتمايُز على أساس اللغة. ثم يتعرض لاختراع مفهوم العرق في القرن الثامن عشر والدراسات العرقية التي بنيت عليه والتي كان يُعتقد بعلميّتها، بينما هي اليوم من العلوم الزائفة. بعد ذلك "عنصريات ما بعد العرق" ومنها: المركزية الأوروبية، معاداة المهاجرين، رهاب الغرباء، والإسلاموفوبيا، وينتهي بتعريف مفهوم العنصرية الثقافية نظريًا وإجرائيًا.
يتناول الفصل الثالث نظريات سياسية مهدت الطريق إلى العنصرية الثقافية، مثل نظريات التحديث التي فرزت الثقافات إلى ثقافات تتوافق مع الديمقراطية وأخرى تتعارض معها. ثم قراءة برنارد لويس للتاريخ في كتابيه أين الخطأ وأزمة الإسلام، ثم نظرية صدام الحضارات لـ صامويل هنتنغتون التي تقسمت العالم إلى حضارات/ثقافات متنازعة ومتصارعة ومتصادمة بطبيعتها. بعد ذلك نظرية فرانسيس فوكوياما المشهورة حول نهاية التاريخ.
وقد خصص الفصل الرابع لنظريات المؤامرة، ويبدأ بالتمييز بين النظرية العلمية ونظرية المؤامرة. ثم يتناول كتاب قوة العقل للكاتبة أوريانا فالاتشي الذي قدمت فيه نظرية مؤامرة مفادُها أن السياسيين الأوروبيين مشتركون مع الزعماء العرب في مؤامرة هدفها غزو أوروبا من قِبل المهاجرين العرب والمسلمين، ومن ثم تعريبها وأسلمتُها وإخضاع أهلها لأحكام أهل الذمة. ثم نظرية مؤامرة أورابيا (Eurabia) للكاتبة البريطانية من أصل مصري بات يور، حيث طوّرت نظرية فالاتشي لتصبح الغاية البعيدة لهذه المؤامرة هي إزالة إسرائيل وإبادة اليهود.
يتناول الفصل الخامس المخصص للأدب تأثير رواية معسكر القديسين للكاتب الفرنسي جان راسبيل (Jean Raspil) في اليمين المتطرف الفرنسي والأميركي. وكذلك رواية استسلام لـ ميشيل ويلبيك التي قدّمت الفكرة ذاتها، وهي غزو الشعوب غير الأوروبية لأوروبا، لكن بأسلوب سلس وجذاب وعنصرية ضمنية حديثة. كما تطرق الفصل إلى "نزع الصفة البشرية عن اللاجئين" في نموذجين هما أغنية نرويجية، وقصيدة لشاعر نمساوي من اليمين المتطرف.
في المبحث المخصص لـ "روايات الإرهاب الإسلامي"، يتوقف الباحث عند روايات مثل عداء الطائرة الورقية لـ خالد حسيني، الإرهابية المجهولة لـ ريتشارد فلاناغان، عصر الابتكار المتجدد لـ كارين تويل؛ وليست مشتعلة لكنها تحترق لـ غريغ هربك؛ ورواية الإرهابي لـ جون أبدايك.
في الفصل السادس محاكمة العنصريةَ الثقافية من منظور أخلاقي، بتبيان خطورتها وكيفية استخدامها من قبل الدول والحكومات والأحزاب والسياسيين والمثقفين، وصداها في العالم العربي.
أما الفصل السابع والأخير فقد خُصّص لخلاصات عقلانية بعد نقد العنصرية الثقافية، من بينها أن "التعددية الثقافية هي الأصل" الذي يجب على الدول الاعتراف به واحترامه، وأن الثقافات واللغات مولَّدة (كريولية) من ثقافات ولغات سابقة عليها. وينتهي إلى أن الهوية الفردية في زمن العولمة هي هوية مركّبة وهجينة ولا تقبل الوحدانية.